# Северо-Восток США
Северо-Восто́к США (в США иногда просто Северо-Восток; англ. Northeastern United States, Northeast

## Состав

Четыре основных региона США (выделены разным цветом), включая девять более мелких регионов (выделены разными оттенками).

Регион состоит из двух групп штатов:
1. Новая Англия (англ. New England):
  - Мэн
  - Нью-Гэмпшир
  - Вермонт
  - Массачусетс
  - Род-Айленд
  - Коннектикут
2. Средне-Атлантические штаты (англ. Mid-Atlantic States)
  - Нью-Йорк
  - Нью-Джерси
  - Пенсильвания

В отличие от Бюро переписи США, другие организации США, например, ФБР и другие относят к Северо-Востоку также штаты Делавэр и Мериленд, а также округ Колумбия.
Данный регион США является самым богатым. Наивысший уровень среднего дохода в США достигнут в штатах Мэриленд, Нью-Джерси и Коннектикут. Массачусетс находится на пятом месте по этому показателю. На данный регион приходится около 25 % ВВП США.

## География
Регион, определённый Бюро переписи населения, имеет общую площадь 181 324 квадратных миль (469 630 км²), из которых 162 257 квадратных миль (420 240 км²) составляют суша.

## Крупнейшие города Северо-Востока США

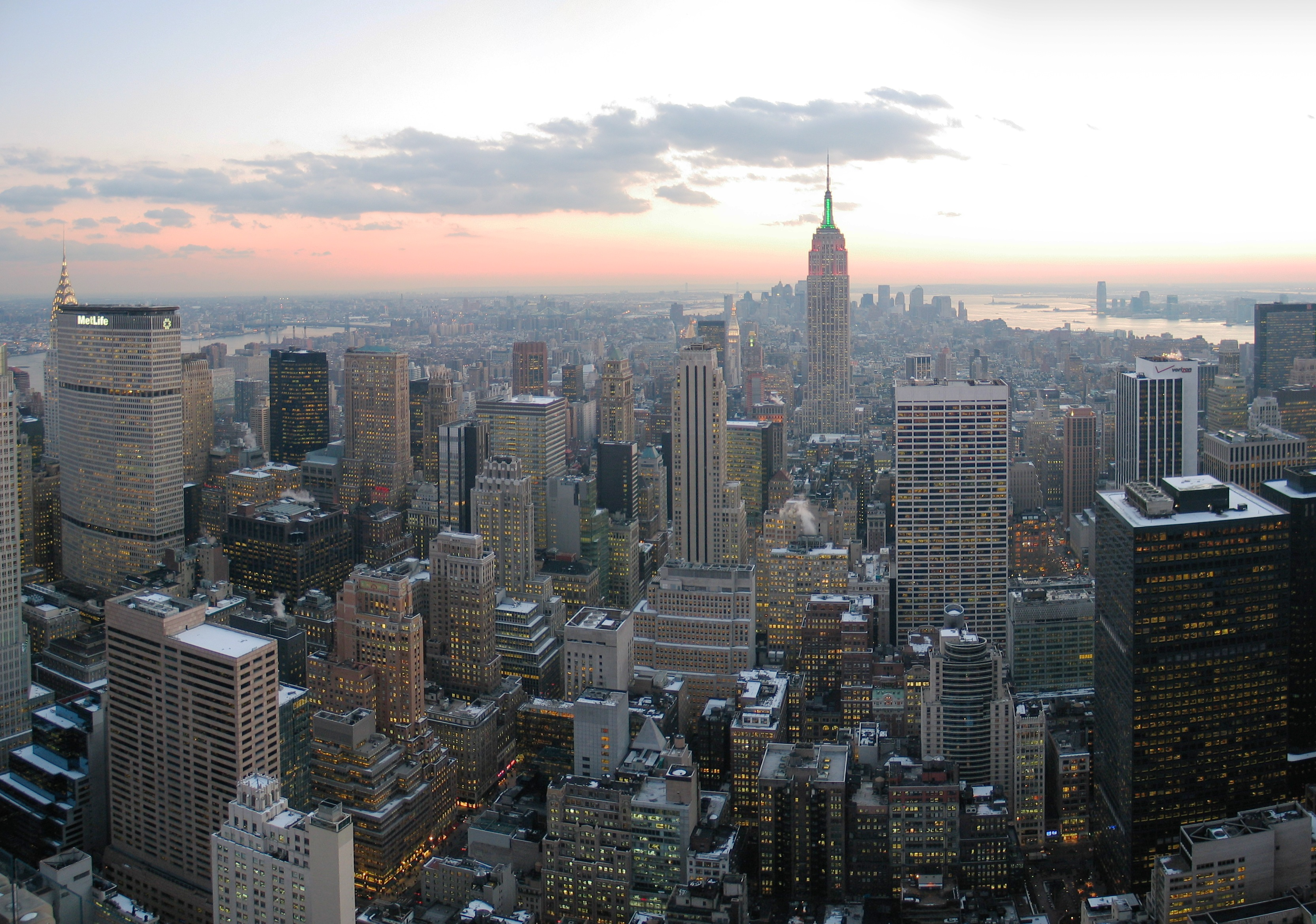
Нью-Йорк — крупнейший город Северо-Востока и всех США

| Место | Город       | Штаты и/или территория | Численность населения 1 июля 2007 |
| ----- | ----------- | ---------------------- | --------------------------------- |
| 1     | Нью-Йорк    | Нью-Йорк               | 8,274,527                         |
| 2     | Филадельфия | Пенсильвания           | 1,449,634                         |
| 3     | Бостон      | Массачусетс            | 590,763                           |
| 4     | Питтсбург   | Пенсильвания           | 311,218                           |
| 5     | Ньюарк      | Нью-Джерси             | 280,135                           |
| 6     | Буффало     | Нью-Йорк               | 272,632                           |
| 7     | Джерси-Сити | Нью-Джерси             | 242,389                           |
| 8     | Рочестер    | Нью-Йорк               | 206,759                           |
| 9     | Йонкерс     | Нью-Йорк               | 199,244                           |
| 10    | Вустер      | Массачусетс            | 182,669                           |

| Место | Зона метрополиса               | Штаты и/или территория                          | Численность населения по состоянию на 1 июля 2007 |
| ----- | ------------------------------ | ----------------------------------------------- | ------------------------------------------------- |
| 1     | Нью-Йоркский метрополис        | Коннектикут, Нью-Джерси, Нью-Йорк, Пенсильвания | 18,815,988                                        |
| 2     | Филадельфия                    | Делавэр, Мериленд, Нью-Джерси, Пенсильвания     | 5,827,962                                         |
| 3     | Большой Бостон                 | Массачусетс, Нью-Гэмпшир                        | 4,482,857                                         |
| 4     | Метрополия Питтсбурга          | Пенсильвания                                    | 2,355,712                                         |
| 5     | Метрополия Провиденс           | Массачусетс, Род-Айленд                         | 1,600,856                                         |
| 6     | Большой Хартфорд               | Коннектикут                                     | 1,189,113                                         |
| 7     | Буффало — Ниагарский водопад   | Нью-Йорк                                        | 1,128,183                                         |
| 8     | Метрополис Рочестер — Нью-Йорк | Нью-Йорк                                        | 1,030,435                                         |